# Seren del Grappa
Seren del Grappa – miejscowość i gmina we Włoszech, w regionie Wenecja Euganejska, w prowincji Belluno.
Według danych na styczeń 2009 gminę zamieszkiwało 2646 osób przy gęstości zaludnienia 42,4 os./1 km².